# Sistema Económico Latinoamericano y del Caribe
El Sistema Económico Latinoamericano y del Caribe (SELA) un organismo intergubernamental regional, creado el 17 de octubre de 1975 mediante el Convenio Constitutivo de Panamá e integrado por 25 Estados de América Latina y el Caribe. Su sede se halla en Caracas (Venezuela).

## Objetivos principales
- Promover un sistema de consulta y coordinación de América Latina y el Caribe para concertar posiciones y estrategias comunes en materia económica ante países, grupos de naciones, foros y organismos internacionales.
- Impulsar la cooperación y la integración entre países de América Latina y el Caribe.

## Estructura
- El Consejo Latinoamericano es el máximo órgano de decisión del SELA. Se encuentra integrado por un representante de cada Estado Miembro y se reúne anualmente. Está facultado para aprobar posiciones y estrategias comunes de los Estados miembros sobre temas económicos y sociales, tanto en organismos y foros internacionales como ante terceros países o agrupaciones de países.
- La Secretaría Permanente es el órgano técnico administrativo. Está dirigida por un Secretario Permanente, elegido por el Consejo Latinoamericano, por un lapso de cuatro años.
- Los Comités de Acción son organismos flexibles de cooperación que se constituyen a partir del interés de dos o más Estados miembros en promover programas y proyectos conjuntos en áreas específicas. Son disueltos al cumplir sus cometidos o pueden transformarse en organismos permanentes.

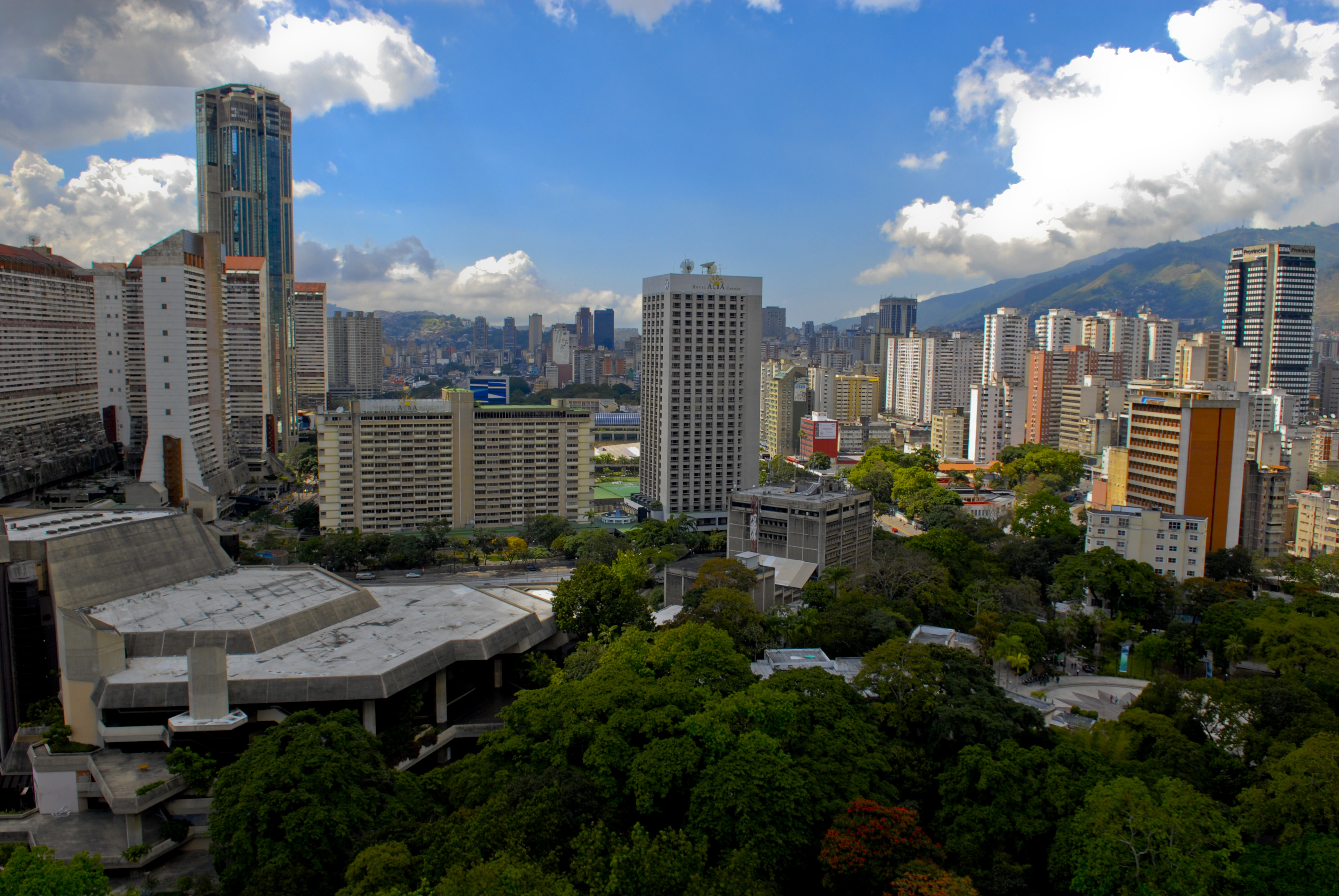
Caracas, sede del Sistema Económico Latinoamericano y del Caribe.

## Estados miembros
| Bandera                            | Estados miembros                   | Fecha de ingreso |
| ---------------------------------- | ---------------------------------- | ---------------- |
| Bandera de Argentina               | República Argentina                | 1977             |
| Bandera de Bahamas                 | Mancomunidad de las Bahamas        | 1998             |
| Bandera de Barbados                | Barbados                           | 1976             |
| Bandera de Belice                  | Belice                             | 1992             |
| Bandera de Bolivia                 | Estado Plurinacional de Bolivia    | 1976             |
| Bandera de Brasil                  | República Federal de Brasil        | 1976             |
| Bandera de Chile                   | República de Chile                 | 1977             |
| Bandera de Colombia                | República de Colombia              | 1979             |
| Bandera de Cuba                    | República de Cuba                  | 1976             |
| Bandera de la República Dominicana | República Dominicana               | 1976             |
| Bandera de Ecuador                 | República del Ecuador              | 1976             |
| Bandera de El Salvador             | República de El Salvador           | 2009             |
| Bandera de Guatemala               | República de Guatemala             | 1976             |
| Bandera de Guyana                  | República Cooperativa de Guyana    | 1976             |
| Bandera de Haití                   | República de Haití                 | 1977             |
| Bandera de Honduras                | República de Honduras              | 1976             |
| Bandera de México                  | Estados Unidos Mexicanos           | 1976             |
| Bandera de Nicaragua               | República de Nicaragua             | 1976             |
| Bandera de Panamá                  | República de Panamá                | 1975             |
| Bandera de Paraguay                | República del Paraguay             | 1986             |
| Bandera de Perú                    | República del Perú                 | 1976             |
| Bandera de Surinam                 | República de Surinam               | 1979             |
| Bandera de Trinidad y Tobago       | República de Trinidad y Tobago     | 1976             |
| Bandera de Uruguay                 | República Oriental del Uruguay     | 1977             |
| Bandera de Venezuela               | República Bolivariana de Venezuela | 1976             |